# Arminiya
L'Arminiya, (in armeno Արմինիա ոստիկանություն?, Arminia vostikanut'yun) o Emirato d'Armenia (in arabo إمارة أرمينية‎?, imārat armīniya), era una designazione politica e geografica data dagli arabi musulmani alle terre della Grande Armenia, dell''Iberia caucasica e dell'Albania caucasica, in seguito alla loro conquista di queste regioni nel VII secolo. Sebbene all'inizio i califfi consentissero a un principe armeno di rappresentare la provincia di Arminiya in cambio di tributi e lealtà degli armeni durante i periodi di guerra, il califfo Abd al-Malik ibn Marwan introdusse il dominio arabo diretto della regione, guidato da un ostikan con la sua capitale a Dvin. Secondo lo storico Stephen H. Rapp nella terza edizione dell'Encyclopaedia of Islam:
I primi arabi seguirono la pratica dei Sāsānidi, Arsacidi partichi e infine Achemenidi organizzando la maggior parte della Caucasia meridionale in una vasta zona regionale chiamata Armīniya (cfr. satrapia achemenide di Armina che copre gran parte del Caucaso meridionale e il successivo Kūst-i Kapkōh dei Sāsānidi).

## Storia

### Primo periodo: la conquista araba dell'Armenia
I dettagli della prima conquista dell'Armenia da parte degli arabi sono incerti, poiché le varie fonti arabe sono in conflitto con le fonti greche e armene, sia nella cronologia che nei dettagli degli eventi. Tuttavia, l'ampia spinta delle campagne arabe è coerente tra le fonti, consentendo una ricostruzione degli eventi da parte degli studiosi moderni.
Secondo le fonti arabe, la prima spedizione araba raggiunse l'Armenia nel 639-640, subito dopo la conquista del Levante da parte dei bizantini e l'inizio della conquista musulmana della Persia. Gli arabi furono guidati da Iyad ibn Ghanim e penetrarono fino a Bitlis. Una seconda spedizione avvenne nel 642, per poi essere sconfitta e cacciata dal paese. Dopo questa battuta d'arresto, gli arabi intrapresero solo un'incursione dall'Adharbayjan nel 645, guidata da Salman ibn Rabi'a, ma questa toccò solo i confini armeni. Le fonti musulmane collocano l'effettiva conquista del paese nel 645-646, sotto il comando di Habib ibn Maslama al-Fihri. Gli arabi si mossero prima contro la parte occidentale e bizantina del paese, catturarono Teodosiopoli e sconfissero un esercito bizantino, prima di sottomettere i principi armeni intorno al lago Van e marciare su Dvin, la capitale dell'ex parte persiana dell'Armenia. Dvin capitolò dopo alcuni giorni di assedio, così come Tiflis più a nord nell'Iberia caucasica. Nello stesso periodo, un altro esercito arabo dall'Iraq, sotto Salman ibn Rabi'a, conquistò l'Albania caucasica (Arran).
Sebbene le fonti arabe indichino che il paese fosse da quel momento in poi effettivamente sotto il dominio arabo, gli storici moderni generalmente considerano più attendibile il racconto contemporaneo del vescovo armeno Sebeos, in parte corroborato dal cronista bizantino Teofane il Confessore, e hanno proposto diverse ricostruzioni delle prime incursioni arabe tra 640 e 650, sulla base di una lettura critica delle fonti; è chiaro, tuttavia, che il paese non si sottomise al dominio arabo in tale momento.
Le storie armene riportano che gli arabi arrivarono per la prima volta nel 642, penetrando nella regione centrale di Ayrarat, saccheggiando Dvin e tornando con oltre 35.000 prigionieri. Nel 643, gli arabi invasero nuovamente dalla direzione di Arran, devastarono Ayrarat e raggiunsero l'Iberia, ma furono sconfitti in battaglia dal condottiero armeno Theodoros Rshtuni e respinti. Dopo questo successo, Rshtuni fu riconosciuto sovrano dell'Armenia dall'imperatore bizantino Costante II, in cambio dell'accettazione della sovranità bizantina. Quando la tregua di Costante con gli arabi terminò nel 653, tuttavia, per evitare una nuova invasione araba, Rshtuni accettò volontariamente di sottomettersi alla signoria musulmana. L'imperatore Costante allora condusse di persona una campagna in Armenia, ripristinando il dominio bizantino, ma subito dopo la sua partenza, all'inizio del 654, gli arabi invasero il paese. Con la loro assistenza, Rshtuni sfrattò le guarnigioni bizantine dall'Armenia e si assicurò il riconoscimento arabo come principe presidente dell'Armenia, dell'Iberia e dell'Albania. I bizantini del generale Maurianos tentarono di riprendere il controllo della regione, ma senza successo. Nel 655, anche l'Armenia bizantina fu invasa e gli arabi occuparono Teodosiopoli (in arabo Qaliqala) e consolidarono il loro controllo del paese portando Rhstuni a Damasco, dove morì nel 656, e nominando al suo posto il suo rivale Hamazasp Mamikonian. Tuttavia, con lo scoppio della prima guerra civile musulmana nel 657, l'effettiva autorità araba nel paese cessò e Mamikonian tornò quasi immediatamente alla signoria bizantina.
Nel 661, tuttavia, Mu'awiya, ora vincitore della guerra civile musulmana, ordinò ai principi armeni di sottomettersi nuovamente alla sua autorità e a rendergli omaggio. Per evitare un'altra guerra, i principi obbedirono. La politica araba di esigere che il tributo fosse pagato in denaro ebbe un effetto sull'economia e sulla società armena. A Dvin furono coniate le monete. Gli armeni furono costretti a produrre un surplus di cibo e manufatti per la vendita. Una forte vita urbana si sviluppò in Caucaso con la ripresa dell'economia.

### Istituzione del controllo diretto musulmano
Per la maggior parte della seconda metà del VII secolo, la presenza e il controllo arabi in Armenia furono minimi. L'Armenia era considerata terra di conquista dagli arabi, ma godeva di un'autonomia de facto, regolata dal trattato firmato tra Rhstuni e Mu'awiya. Infatti, come commenta Aram Ter-Ghewondyan, sotto la sovranità araba "il paese godeva di un grado di indipendenza che non aveva conosciuto dalla caduta degli Arsacidi" nel V secolo. Secondo i termini del trattato, i principi armeni erano soggetti a una tassazione relativamente bassa e all'obbligo di fornire soldati quando richiesto, per i quali i principi dovevano ricevere un sussidio annuale di 100.000 dirham. In cambio, nessuna guarnigione o funzionario arabo era installato nelle terre armene e fu persino promessa l'assistenza araba in caso di attacco bizantino.
La situazione cambiò durante il regno del califfo Abd al-Malik (r. 685-705). A partire dal 700, il fratello del califfo e governatore di Arran, Muhammad ibn Marwan, sottomise il paese in una serie di campagne. Sebbene gli armeni si fossero ribellati nel 703, ricevendo l'aiuto bizantino, Muhammad ibn Marwan li sconfisse e suggellò il fallimento della rivolta giustiziando i principi ribelli nel 705. L'Armenia, insieme ai principati dell'Albania caucasica e dell'Iberia (l'odierna Georgia) fu raggruppata in una vasta provincia chiamata al-Arminiya (الارمينيا), con capitale a Dvin (in arabo Dabil), che fu ricostruita dagli arabi e servì come sede del governatore (ostikan) e di una guarnigione araba. Per gran parte del restante periodo omayyade, l'Arminiya era solitamente raggruppata insieme all'Arran e Jazira (Alta Mesopotamia) sotto un unico governatore in una super-provincia ad hoc.
L'Arminiya era governata da un emiro o wali con sede a Dvin, il cui ruolo era però limitato alla difesa e alla riscossione delle tasse: il paese era in gran parte gestito dai principi locali - i nakharar. La provincia era divisa in quattro regioni: Arminiya I (Albania caucasica), Arminiya II (Iberia caucasica), Arminiya III (l'area intorno al fiume Aras), Arminiya IV (Taron). La nobiltà locale era guidata, come in epoca sasanide, da un principe presiedente (իշխան, ishkhan), titolo che nel IX secolo, a partire probabilmente da Bagrat II Bagratuni, si evolse nel titolo di "principe dei principi" (իշխանաց իշխան, ishkhanac' ishkhan). In qualità di capo degli altri principi, l'ishkhanac' ishkhan era responsabile nei confronti del governatore arabo, essendo responsabile della riscossione delle tasse dovute al governo califfale e dell'aumento delle forze militari quando richiesto.
Un censimento e un'indagine sull'Arminiya furono effettuati nel 725 circa, seguiti da un significativo aumento della tassazione per finanziare le crescenti esigenze militari del Califfato sui vari fronti. Gli armeni parteciparono con le truppe alle dure campagne della seconda guerra arabo-cazara negli anni 720 e 730. Di conseguenza, nel 732, il governatore Marwan ibn Muhammad (il futuro califfo Marwan II) nominò Ashot III Bagratuni principe presiedente dell'Armenia, un atto che sostanzialmente riconfermò l'autonomia del paese all'interno del Califfato.

### Periodo abbaside fino all'884

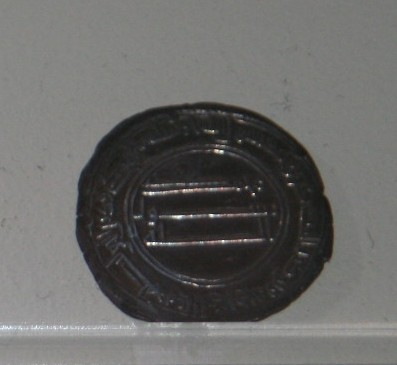
Dirham del califfato abbaside, coniato nella provincia di Arminiya

Con l'istituzione del califfato abbaside dopo la rivoluzione abbaside, fu inaugurato un periodo di repressione. Seguì il califfo al-Mansur che revocò i privilegi e abolì i sussidi pagati ai vari principi armeni (i nakharar) e impose tasse più severe, portando allo scoppio di un'altra grande ribellione nel 774. La rivolta fu soppressa nella battaglia del Bagrevand nell'aprile del 775. Il fallimento della ribellione vide la quasi estinzione, la riduzione all'insignificanza o l'esilio a Bisanzio di alcune delle più importanti famiglie nakharar, soprattutto i Mamikonian. In seguito, il Califfato strinse la presa sulle province transcaucasiche: anche la nobiltà della vicina Iberia fu decimata negli anni 780 e iniziò un processo di insediamento con le tribù arabe che verso la metà del IX secolo portò all'islamizzazione dell'Albania caucasica, mentre l'Iberia e gran parte dell'Armenia di pianura passarono sotto il controllo di una serie di emirati arabi. Allo stesso tempo, il vuoto di potere lasciato dalla distruzione di così tanti clan nakharar fu colmato da altre due grandi famiglie, gli Artsruni a sud (Vaspurakan) e i Bagraidi a nord.
Nonostante diverse insurrezioni, l'Emirato d'Armenia durò fino all'884, quando il Bagratuni Ashot I, che era riuscito a conquistare il controllo di gran parte del suo territorio, si dichiarò "Re degli Armeni". Ricevette il riconoscimento dal califfo Al-Mu'tamid della dinastia abbaside nell'885 e dall'imperatore bizantino Basilio I della dinastia macedone nell'886.
Ashot fu rapidamente in grado di espandere il suo potere. Attraverso i legami familiari con le due successive famiglie principesche più importanti, gli Artsruni e i Siwni, e attraverso una politica cauta nei confronti degli Abbasidi e degli emirati arabi dell'Armenia, negli anni '60 dell'800 riuscì a diventare di fatto, sebbene non ancora nominalmente, un re autonomo.

## Governatori arabi dell'Armenia

### I primi governatori
Questi sono segnalati come governatori sotto i califfi Uthman (r. 644–656) e Ali (r. 656–661), così come i primi Omayyadi:
- Hudhayfah ibn al-Yaman
- Mughira ibn Shu'ba
- Al-Qasim ibn Rabi'a ibn Umayya ibn Abi al-Salt al-Thaqafi
- Habib ibn Maslama al-Fihri
- Al-Ash'ath ibn Qays al-Kindi (657 circa)
- Al-Muhallab ibn Abi Sufra (686 circa)

### Emiri (ostikan)
Con la sottomissione dell'Armenia a Muhammad ibn Marwan dopo il 695, la provincia fu formalmente incorporata nel Califfato, e un governatore arabo (ostikan) si insediò a Dvin:
- Muhammad ibn Marwan (c. 695-705), rappresentato dai seguenti deputati:
  - Uthman ibn al-Walid ibn Uqba
  - Abdallah ibn Hatim al-Bahili
- Abd al-Aziz ibn Hatim al-Bahili (706-709)
- Maslama ibn Abd al-Malik (709-721)
- Al-Jarrah ibn Abdallah (721-725)
- Maslama ibn Abd al-Malik (725-729)
- Al-Jarrah ibn Abdallah (729-730)
- Maslama ibn Abd al-Malik (730-732)
- Marwan ibn Muhammad (732-733)
- Sa'id ibn Amr al-Harashi (733-735)
- Marwan ibn Muhammad (735-744)
- Ishaq ibn Muslim al-Uqayli (744-750)
- Abu Ja'far Abdallah ibn Muhammad (750-753)
- Yazid ibn Asid ibn Zafir al-Sulami (753-755)
- Sulayman (755–?)
- Salih ibn Subai al-Kindi (767 circa)
- Bakkar ibn Muslim al-Uqayli (c. 769-770)
- al-Hasan ibn Qahtaba (770/771–773/774)
- Yazid ibn Asid ibn Zafir al-Sulami (773/774-778)
- Uthman ibn 'Umara ibn Khuraym (778-785)
- Khuzayma ibn Khazim (785-786)
- Yusuf ibn Rashid al-Sulami (786-787)
- Yazid ibn Mazyad al-Shaybani (787-788)
- Ubaydallah ibn al-Mahdi (788–791) (? )
- Abd al-Qadir (791)
- Al-Fadl ibn Yahya al-Barmaki (791-793)
- Umar ibn Ayyub al-Kinani (793)
- ? (793)
- Khalid ibn Yazid al-Sulami (793-794)
- Al-Abbas ibn Jarir ibn Yazid al-Bajali (794)
- Musa ibn Isa ibn Musa al-Hashimi (794-795)
- Yahya ibn Sa'id al-Harashi (795)
- Ahmad ibn Yazid ibn Usayd al-Sulami (795-797)
- Sa'id ibn Salm al-Bahili (797-799)
- Nasr ibn Habib al-Muhallabi (799)
- Ali ibn Isa ibn Mahan (799)
- Yazid ibn Mazyad al-Shaybani (799-801)
- Asad ibn Yazid al-Shaybani (801-802)
- Muhammad ibn Yazid al-Shaybani (802-803)
- Khuzayma ibn Khazim (803–? )
- Sulayman ibn Yazid (807-808)
- Asad ibn Yazid al-Shaybani (c.810)
- Ishaq ibn Sulayman al-Hashimi (c.813)
- Khalid ibn Yazid ibn Mazyad al-Shaybani (813–?) (828–832), (841), (c. 842–844)
- Muhammad ibn Khalid al-Shaybani (c. 842/844–? )
- Abu Sa'id Muhammad al-Marwazi (849-851)
- Yusuf ibn Abi Sa'id al-Marwazi (851-852)
- Bugha al-Kabir (852-855)
- Muhammad ibn Khalid al-Shaybani (857-862)
- Ali ibn Yahya al-Armani (862-863)
- al-Abbas ibn al-Musta'in (863-865)
- Abdallah ibn al-Mu'tazz (866-867)
- Abi'l-Saj Devdad (867-870)
- Isa ibn al-Shaykh al-Shaybani (870-875, nominalmente fino all'882/3)
- Ja'far Al-Mufawwid (875-878)
- Muhammad ibn Khalid al-Shaybani (878)

## Principi a capo dell'Armenia
- Mjej II Gnuni Մժեժ Բ Գնունի, 628–635
- David Saharuni Դավիթ Սահառունի, 635–638
- Theodoros Rshtuni Թէոդորոս Ռշտունի, 638–645
- Varaztirots II Bagratuni Վարազ Տիրոց Բ Բագրատունի, 645
- Theodore Rshtuni Թէոդորոս Ռշտունի, 645–653, 654–655
- Mushegh II Mamikonian Մուշէղ Բ Մամիկոնեան, 654
- Hamazasp II Mamikonian Համազասպ Բ Մամիկոնեան, 655–658
- Gregory I Mamikonian Գրիգոր Ա Մամիկոնեան, 662–684/85
- Ashot II Bagratuni Աշոտ Բ Բագրատունի, 686–690
- Nerses Kamsarakan Ներսէս Կամսարական, 689–691
- Smbat VI Bagratuni Սմբատ Զ Բագրատունի, 691–711
- Ashot III Bagratuni Աշոտ Գ Բագրատունի, 732–748
- Gregory II Mamikonian Գրիգոր Բ Մամիկոնեան, 748–750
- Sahak VII Bagratuni Սահակ Է Բագրատունի, 755–761
- Smbat VII Bagratuni Սմբատ Է Բագրատունի, 761–775
- Ashot IV Bagratuni Աշոտ Դ Բագրատունի, 806–826
- Bagrat II Bagratuni Բագրատ Բ Բագրատունի, 830–851
- Ashot V Bagratuni Աշոտ Ա Հայոց Արքայ, Աշոտ Ե իշխան Հայոց, 862–884